# Araneus gemmoides
Espèce
Synonymes
- Araneus canmorus Schenkel, 1950

Araneus gemmoides est une espèce d'araignées aranéomorphes de la famille des Araneidae.

## Distribution
Cette espèce se rencontre aux États-Unis en Californie, en Arizona, en Utah, au Nevada, en Oregon, au Washington, en Idaho, au Montana, au Wyoming, au Colorado, au Dakota du Nord, au Dakota du Sud, au Nebraska, au Minnesota, en Iowa, au Wisconsin, en Illinois, au Michigan, au Missouri et en Alabama et au Canada en Colombie-Britannique, en Alberta, en Saskatchewan, au Manitoba, et au Québec.

## Description

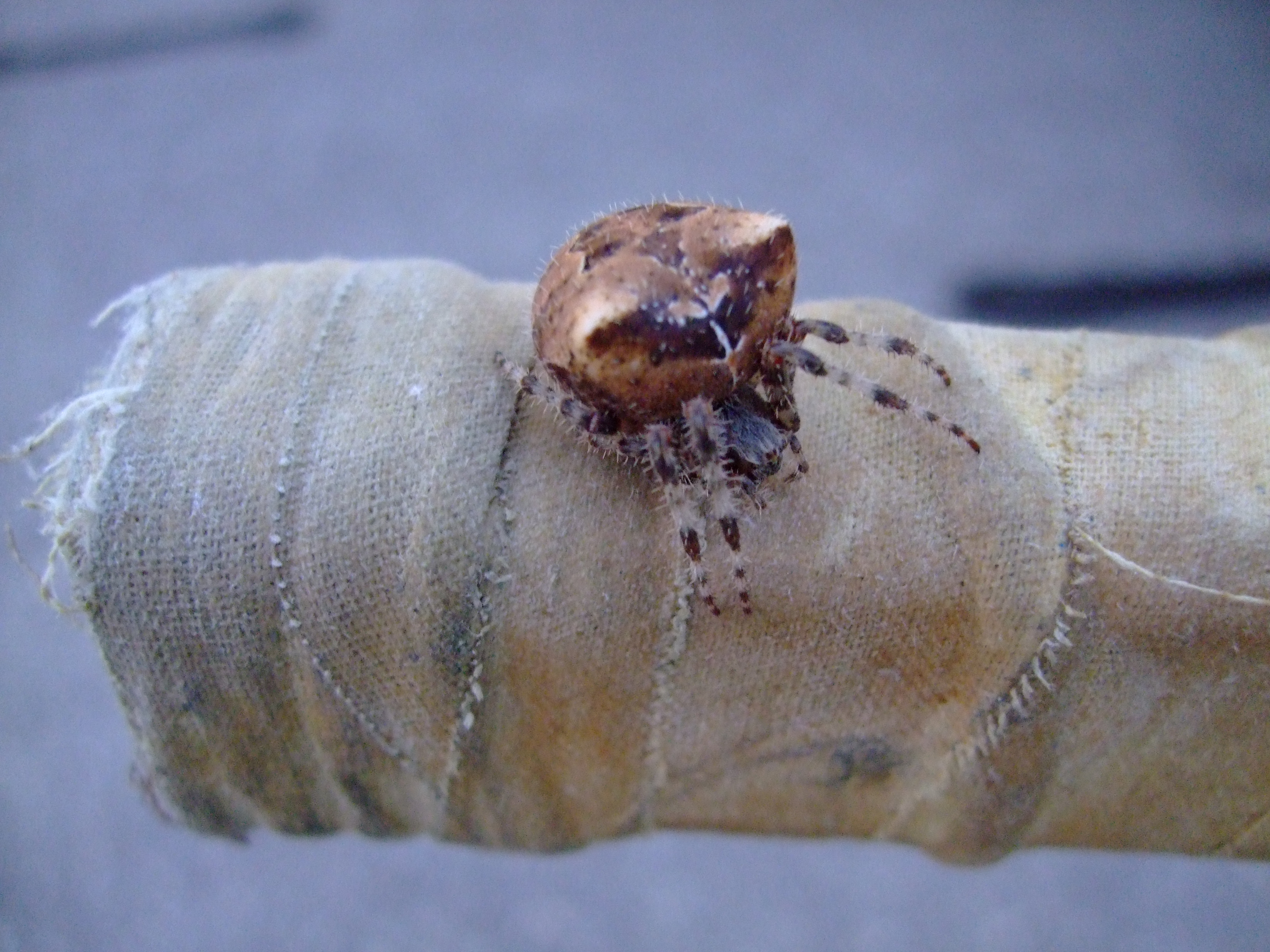
Araneus gemmoides

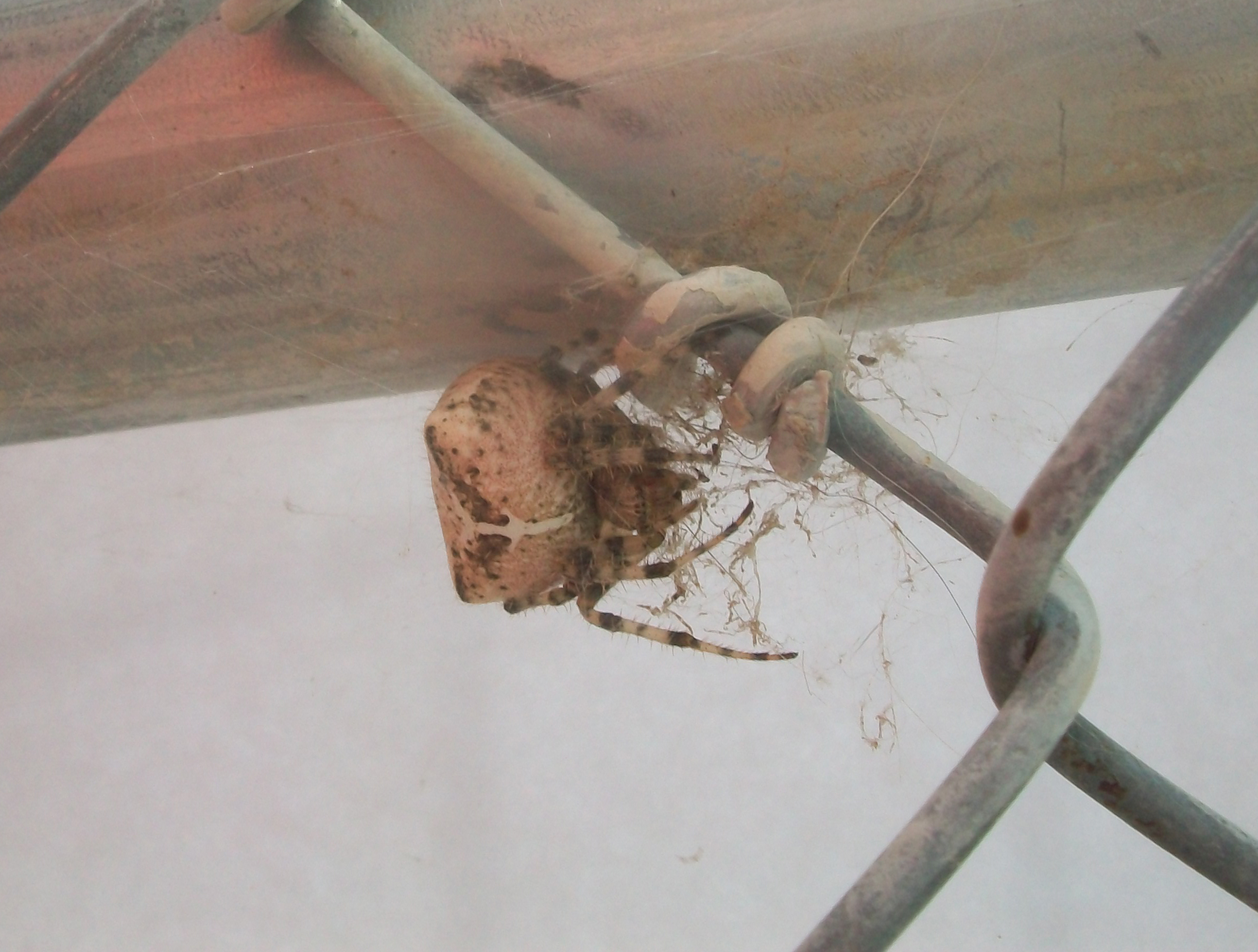
Araneus gemmoides

Le mâle décrit par Levi en 1971 mesure 8 mm et la femelle 15 mm. Les mâles mesurent de 5,4 à 8 mm et les femelles de 13 à 25 mm.
On peut l'identifier d'abord en reconnaissant sa toile qui est de type « classique », c'est-à-dire qu'elle commence par un noyau central d'où le fil s'éloigne comme les rayons d'une roue et où un second fil est tissé en spirale autour du centre. Ensuite, sa toile est probablement située près de votre maison, plus particulièrement près d'une fenêtre donnant sur une pièce éclairée la nuit ou près d'une source de lumière à l'extérieur. Finalement, il s'agit d'une grosse araignée, à l'abdomen parfois aussi gros que le bout d'un pouce, qui a deux protubérances ou « cornes » sur l'abdomen près de la tête. On dénote également sur la face frontale de l'abdomen une ligne verticale croisée d'une plus petite ligne formant un V.
Elle est appelée par les anglophones cat-faced spider, ce qui se traduit par « araignée à tête de chat ».

## Publication originale
- Chamberlin & Ivie, 1935 : Miscellaneous new American spiders. Bulletin of the University of Utah, vol. 26, no 4, p. 1-79.